# Classic de l'Ardèche 2022
La Classic de l'Ardèche 2022 fou la 22a edició de la Classic de l'Ardèche. La cursa es va disputar el 26 de febrer de 2022 i formava part del calendari de l'UCI ProSeries 2022 amb una categoria 1.Pro.
El vencedor final fou l'estatunidenc Brandon McNulty (UAE Team Emirates), que en solitari en l'arribada. El belga Mauri Vansevenant (Quick-Step Alpha Vinyl) i el també estatunidenc Sepp Kuss (Team Jumbo-Visma) completaren el podi.

## Equips
En aquesta edició hi van prendre part 22 equips:
| WorldTeams (11)- AG2R Citroën Team - Groupama-FDJ - Cofidis - Bora-Hansgrohe - Astana Qazaqstan Team - Lotto-Soudal - Intermarché-Wanty-Gobert Matériaux - Trek-Segafredo - Quick-Step Alpha Vinyl - Jumbo-Visma - UAE Team Emirates ProTeams (6)- TotalEnergies - B&B Hotels-KTM - Arkéa-Samsic - Alpecin-Fenix - Bingoal Pauwels Sauces WB - Uno-X Pro Cycling Team Equips continentals (5)- Go Sport-Roubaix Lille Métropole - Saint Michel-Auber 93 - UC Nantes Atlantique - Nice Métropole Côte d'Azur - Riwal |
| |

## Classificació final
| \| Classificació general \| Classificació general \| Classificació general \| Classificació general \| Classificació general \| \| Corredor \| Corredor \| Equip \| Temps \| \| \| --------------------- \| --------------------- \| ---------------------- \| --------------------- \| --------------------- \| \| 1r \| Brandon McNulty \| UAE Team Emirates \| 4h 26' 36" \| \| \| 2n \| Mauri Vansevenant \| Quick-Step Alpha Vinyl \| + 45" \| \| \| 3r \| Sepp Kuss \| Jumbo-Visma \| + 45" \| \| \| 4t \| Lennard Kämna \| Bora-Hansgrohe \| + 1' 33" \| \| \| 5è \| Guillaume Martin \| Cofidis \| + 1' 33" \| \| \| 6è \| Clément Champoussin \| AG2R Citroën Team \| + 1' 36" \| \| \| 7è \| Quentin Pacher \| Groupama-FDJ \| + 1' 44" \| \| \| 8è \| Warren Barguil \| Arkéa-Samsic \| + 1' 44" \| \| \| 9è \| Lilian Calmejane \| AG2R Citroën Team \| + 1' 44" \| \| \| 10è \| Alexis Vuillermoz \| TotalEnergies \| + 1' 44" \| \| |                     |                        |            |
| |                     |                        |            |
| Font: ProCyclingStats |                     |                        |            |
| Classificació general |                     |                        |            |
| Corredor | Corredor            | Equip                  | Temps      |
| 1r | Brandon McNulty     | UAE Team Emirates      | 4h 26' 36" |
| 2n | Mauri Vansevenant   | Quick-Step Alpha Vinyl | + 45"      |
| 3r | Sepp Kuss           | Jumbo-Visma            | + 45"      |
| 4t | Lennard Kämna       | Bora-Hansgrohe         | + 1' 33"   |
| 5è | Guillaume Martin    | Cofidis                | + 1' 33"   |
| 6è | Clément Champoussin | AG2R Citroën Team      | + 1' 36"   |
| 7è | Quentin Pacher      | Groupama-FDJ           | + 1' 44"   |
| 8è | Warren Barguil      | Arkéa-Samsic           | + 1' 44"   |
| 9è | Lilian Calmejane    | AG2R Citroën Team      | + 1' 44"   |
| 10è | Alexis Vuillermoz   | TotalEnergies          | + 1' 44"   |